# 青海高原鰍
青海高原鰍（學名：Triplophysa zaidamensis）為輻鰭魚綱鯉形目條鰍科高原鰍屬的其中一種。分布於亞洲中國青海省淡水流域，棲息在河川及湖泊底層水域，生活習性不明。

## 扩展阅读
維基物種上的相關：青海高原鰍